# Mohawks
|  | Per a altres significats, vegeu «mohawk (Oregon)». |

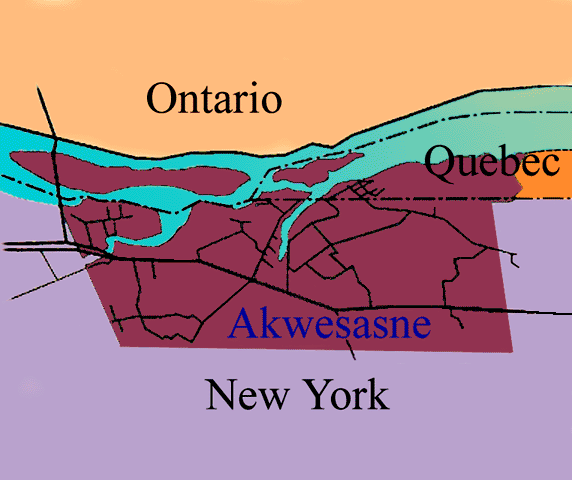
Territori Akwesasne

Els mohawks (menjahome o bé de makwa llop, símbol del seu tòtem) són un grup de la Confederació Iroquesa autodeclarats com a nació. Ells s'anomenen Kaniengehaga gent del lloc de la pedrenyera. Vivien a la vall del Mohawk, vora el llac Ontario, ocupant tres viles a l'actual Schenectady. Actualment ocupen les reserves de Ahkwesáhsne (St. Regis a Nova York i Quebec/Ontario al Canadà), Oka, Kanesatake i Kahnawake (Quebec) i alguns a Brantford i Bay of Quinte (Ontario). Ahkwesáhsne té tres governs diferents, un primer forçat pels Estats Units (St. Regis Tribal Council), un segon forçat pel Canadà (el Mohawk Council of Akwesasne) i l'escollit segons la tradició de la nació.
El 1650 eren uns 5.000, però foren reduïts a 2.500 el 1660. El 1960 eren 1.820 a Nova York, que potser augmentaren a 5.000 el 1980. Segons Asher, uns 3.000 encara parlaven la llengua. El 1990 hi havia 25.000, dels quals, uns 13.154 al Quebec. Al Canadà només uns 530 parlaven llengües iroqueses. En el cens del 2021 del Canadà consten 33.000 mohawks. Segons dades del cens dels EUA del 2000, n'hi havia 26.851 als EUA, i 29.742 a Quebec i Ontario.

## Llista de mohawks
- Hendrick
- Joseph Brant
- Beth Brant
- Mary Brant
- Pauline Johnson
- Maurice Kenny
- Fred O. Loft
- Richard Oakes
- Jay Silverheels
- Kateri Tekakwitha